# کیم دونگ هان
کیم دونگ هان (انگلیسی: Kim Dong-han؛ زادهٔ ۳ ژوئیهٔ ۱۹۹۸) خواننده اهل کره جنوبی است.